# جيرالد هاوغ
جيرالد هاوغ (بالألمانية: Gerald Haug)‏ هو أستاذ جامعي وجيولوجي ألماني، ولد في 14 أبريل 1968 في كارلسروه في ألمانيا.